# 옌짜이밍
옌짜이밍(중국어: 严在明, 병음: Yan Zaiming, 한자음: 엄재명, 1997년 5월 16일 ~ )은 중화인민공화국의 바둑 기사이다. 헤이룽장성 하얼빈시 출신으로 중국기원 소속의 6단이다.

## 경력
중국 헤이룽장성 하얼빈시에서 태어났다. 2011년 7월, 프로바둑에 입단했다. 2011년 8월 제2회 바이링배 전국어린이바둑 그랑프리 대회 예랑소기왕전조에서 준우승을 차지했다. 2018년 전국바둑개인전 남자조에서 3위를 했고 2019년 선전 정팡위안팀으로 갑조리그에 참가했다. 2019년 8월, 6단으로 승단했다.